# Osimertinib
Osimertinib, vendido bajo la marca Tagrisso, es un medicamento que se usa para tratar el cáncer de pulmón de células no pequeñas con ciertas mutaciones en el gen EGFR. Se administra por vía oral.
Los efectos secundarios más frecuentes son diarrea, erupción cutánea, dolor de boca, cansancio e inflamación hepática, otros efectos secundarios pueden ser neumonitis, prolongación del intervalo QT, cardiomiopatía e inflamación ocular. El uso durante el embarazo puede dañar al bebé. Es un inhibidor de la tirosina quinasa.
Osimertinib fue aprobado para uso médico en los Estados Unidos en 2015 y en Europa en 2016. En el Reino Unido, le cuesta al NHS alrededor de  5.800 libras esterlinas por mes a partir de 2021. En Estados Unidos esta cantidad cuesta unos 16.000 dólares estadounidenses. En México una caja de Tagrisso cuesta 169,613.00 pesos.